# Laburnocytisus Adama
Laburnocytisus Adama, złotokap Adama (+Laburnocytisus adamii (Cytisus purpureus+Laburnum anagyroides); +Laburnocytisus 'Adamii') – chimera peryklinalna uzyskana w wyniku zmieszania komórek należących do dwóch gatunków z różnych rodzajów roślin motylkowatych – złotokapu pospolitego Laburnum anagyroides i szczodrzeńca purpurowego Cytisus purpureus. Uzyskana została jednorazowo w szkółce Jeana Louisa Adama w  Vitry-sur-Seine pod Paryżem w 1826 roku, w wyniku szczepienia zrazu szczodrzeńca na pniu złotokapu. Jeden z uzyskanych pędów okazał się mieć zmieszane cechy obu gatunków, przy czym część organów była typowa dla złotokapu, część dla szczodrzeńca, a część miała charakter pośredni. Uzyskana chimera powstała w wyniku zmieszania warstw komórek tkanek twórczych dwóch gatunków, przy czym komórki szczodrzeńca znajdują się na zewnątrz, a złotokapu tworzą warstwę wewnętrzną.
Uzyskana chimera mimo wyglądu określanego jako „chorowity” bywa uprawiana w kolekcjach botanicznych jako ciekawostka. Rozmnażana jest tylko wegetatywnie przez szczepienie na podkładkach złotokapu.

## Morfologia
Niewielkie drzewa lub krzewy o pędach wyprostowanych do 2–3 m wysokości. Pędy w różnym stopniu podobne do obojga rodziców, przy czym często następuje rewersja i pędy mają cechy jednego z rodziców. Szczególnie cenione są okazy tworzące kwiatostany z żółtymi kwiatami typowymi dla złotokapu i purpuroworóżowymi szczodrzeńca. Obok nich występują kwiaty zmieszane – podobne do złotokapu, ale z fioletowym rumieńcem. Liście są zwykle mniejsze niż u złotokapu, niemal nagie, miejscami rozwijają się wyraźnie mniejsze (blaszki do 2 cm długości) liście typowe dla szczodrzeńca.